# 2022ブロンクスアパート火災
2022年1月9日の朝、ニューヨーク市ブロンクス区にある高層マンションのサイト4、ツインパークスノースウェストでの高層火災。
この火災により、8人の子供を含む17人が死亡した。アメリカ人44人が負傷し、32人の重傷者を5つの異なる自治区の病院に送った。1月10日時点で15人が危機的な状態にある。
米国で過去40年間で3番目に深刻な住宅火災であり、87人の命が奪われた1990年のハッピーランドナイトクラブ火災以来、ニューヨーク市で最悪の火災である。ブロンクスの火災は、フィラデルフィアの公営住宅での火災により12人が死亡した後、4日後に発生したアメリカ合衆国北東部で1週間以内に2番目に大きな住宅火災でもあった。  
調査員は、火災は欠陥のあるスペースヒーターが炎上したことが原因であるとした。 2つの自動閉鎖ドアが誤動作した結果、建物全体に煙が噴き出した。火災は主に1つのアパートに限定されていた。火事で死亡した人は全員煙を吸い込んで 、重傷を負った12人は重度の火傷を負った。 

## バックグラウンド
19階建ての住宅ビル、ツインパークスノースウエスト、サイト4には、120のアパートがある。ブロンクス中心部にあり、フォーダム、トレモント、イーストトレモント地区にまたがる「スキャッターサイト」開発プロジェクトの西部セグメントの一部。手頃な価格の住宅を提供するための州のプログラムの一環として1972年に建てられた。当初の約束を果たせなかったものの、当時は「都市デザインの最先端」として広く歓迎されていた。
1977年、ニューヨークデイリーニュースは、2022年の火災現場であった建物を含む、Urban Development Corporationの建物の電気配線が劣化していて、火災の危険をもたらす可能性があると報じた。問題の原因は、州からの委任の下で、UDCは建築基準法やその他の地方自治体の規制の対象ではなく、独自の占有証明書を発行できることだった。Board of Fire Underwritersの検査官は、他のUDCプロパティとともに、333 East 181st Streetで「電気的性質の建物違反」、TwinParksで別の建物を発見した。 
Twin Parks North West、サイト4は現在、LIHC Investment Group、Belveron Partners、および2020年初頭に他のブロンクスの建物と一緒に購入したCamber PropertyGroupの間の民間パートナーシップによって所有および運営されている。キャンバーの共同創設者には、エリック・アダムス市長の住宅顧問であるリック・グロッパーが含まれる。 
2022年の火災当時、この建物には西アフリカとイスラム教徒の大勢の人々、特にガンビアからの多くの移民とマリ共和国ブルキナファソからの小さなコミュニティが移住していた。ガンビアとガンビア系アメリカ人の建物の住人のほとんどは、ガンビア川上流地方にある約5,500人のコミュニティである同じ町のAllunhari も呼ばれる)の出身。アランハリ出身のガンビア人は1980年頃に建物に移動し始めた。 

## 火元
東部標準時午前11時直前電気ストーブが2階と3階のメゾネットアパートメントで火災を起こした。建物の自動火災報知設備はすぐに作動した。最初の9-1-1の呼び出しは、警報を聞いた隣人によって行われたが、一部の住民は誤警報が一般的であると主張し、多くの住民は当初、火災や避難の必要はないと思っていた。  
火災自体は最終的にはアパートと隣接する廊下に限定されたが、大量の煙が逃げる居住者の視界を妨げた。 煙はユニットの開いたドアから建物の残りの部分に急速に広がり、避難しようとする他の居住者を妨げた。一部の住民は、事件の間、階段の吹き抜けが特に致命的であったことを思い出した。
発火後3分以内にニューヨーク市消防局およびその他の緊急サービスが到着し始めた。救助隊は、建物のすべての階で深刻な煙の吸入に苦しんでいる犠牲者を発見した。彼らの一部は心停止または呼吸停止だった。消防士の妨げとなったのは、建物の高さ全体に広がる大量の煙だった。
合計で約200人の消防士が対応し、事件は最終的に5警報の火災になった。火事は午後3時30分までに制御下にあると宣言された 。72人が地元の病院に運ばれ、そのうち34人は18歳未満だった。

## 被害
8人の子供を含む17人が死亡し、44人が負傷した。犠牲者のうち34人は18歳未満だった。地元の病院で安定した後、約12人の重症患者がマンハッタン、ウエストチェスター郡、ブロンクスの専門の火傷治療ユニットに移送された。 すべての死者は煙の吸入によるものであり、生存者も治療を受けた。   
犠牲者の中には、5歳から12歳までの3人の子供を含む5人のガンビア移民家族もいた。
死者の身元確認は、身分証明書を持っていない人が多かったことで難航した。入れ墨、ボディジュエリー、ネイルアート、傷跡が、監察医での識別に使用され、DNA型鑑定も行われた。特に子供を特定するのに遅れが生じたが、すべての犠牲者は1月12日までに特定された。 

## 調査
FDNYの調査員は、火災は電気ストーブが原因であると判断した。2022年現在 、米国消費者製品安全委員会は、スペースヒーター自体が誤動作していないかどうかを調査していた。ある居住者は、室内の低温は継続的な問題であり、スペースヒーターの追加使用が必要であると述べた。 建物は2021年に3つの暖房関連の苦情を被ったが、火災の時点で目立ったものはなかった。 ニューヨーク市の住宅法で68 °F (20 °C)室内温度を維持することが義務付けられている日中、2017年の住宅調査で、フォーダム地区の世帯の27％近くがスペースヒーターなどの補助熱源を利用していると推定されている。 
火災(および最初の煙の伝播)は、避難後も関係するユニットのドアが開いたままであることで収まらなかった。建物にはほとんどスプリンクラーがなかったが(必須ではなかった)、3つ以上のユニットを含む建物のすべてのアパートのドアに自動閉鎖メカニズムを要求する2018年の市法に準拠していた。 所有者によると、メンテナンススタッフは2021年7月に関連ユニットの自動閉鎖メカニズムをチェックし、正常に機能していることを確認した。火災後、調査員は、建物全体の他のいくつかのドアにあるものと一緒に、それが操作不能であることを発見した。 他の異常なメカニズムの中には、15階の階段の吹き抜けのドアにあるものがあった。この2番目の開いたドアは煙道効果を生み出し、建物の残りの部分全体に大量の煙が広がるのを加速させた。 

## 余波
事件後の記者会見で、ニグロ委員は、高層耐火建築物で火災が発生した場合、「所定の場所に避難する必要がある」と述べ、「外に出て降りようとするよりも、アパートにいる方が安全。階段と時にははるかに危険な状況になる」とした。
ニューヨーク市長のエリック・アダムズは、市当局が火事で亡くなった人々の埋葬の儀式が尊重されるように働くとした。
複数の組織が火災について話し、そのような要件の前に建設されたために更新されていない火災安全や防火対策などの懸念を強調した。
火災の生存者は1月12日に訴訟を起こし、悲劇は予防可能であると主張した。 

## 参照
1. ↑  CNN, Kelly McCleary, Amir Vera and Liam Reilly. “All 17 victims of Bronx apartment fire, including 2-year-old, died of smoke inhalation, NYC medical examiner rules”. CNN. 2022年5月30日閲覧。
2. ↑  CNN, Susannah Cullinane, Brynn Gingras, Bonney Kapp, Mirna Alsharif and Amir Vera. “Space heater sparked fire in the Bronx that killed 17 people, including 8 children”. CNN. 2022年5月30日閲覧。